# A Test Before Trying
"A Test Before Trying" é o décimo episódio da vigésima quarta temporada de The Simpsons. Sua emissão ocorreu em 13 de janeiro de 2013 nos Estados Unidos.

## Enredo
Bart é o único aluno que não fez um teste em todo o estado. O mesmo acaba enfrentando pressão extrema, porque só uma pontuação elevada para ele levantar média da escola o suficiente para impedir o seu fechamento. Enquanto isso, Homer encontra um medidor de estacionamento descartado e pensa em maneiras de fazer algum dinheiro com isso.

## Recepção
Robert David Sullivan, do The A.V. Club deu ao episódio um "B", dizendo: "Se você é liberal, você pode ver o episódio como uma crítica da estratégia de "teste, teste, teste", que é muitas vezes oferecido como uma alternativa para um melhor financiamento de escolas públicas. Se você é um conservador, você pode rir da incompetência dos administradores de escolas públicas. Bart, sem dúvida, não se importa com o que você faz".

### Audiência
O episódio foi assistido por 5,06 milhões de espectadores, tornando-se o segundo show mais assistido da FOX naquela noite, atrás apenas de Family Guy, que foi assistido por 5,94 milhões.